# Голловейвілл (Іллінойс)
Голловейвілл (англ. Hollowayville) — селище (англ. village) в США, в окрузі Бюро штату Іллінойс. Населення — 36 осіб (2020).

## Географія
Голловейвілл розташований за координатами 41°21′53″ пн. ш. 89°17′42″ зх. д. / 41.36472° пн. ш. 89.29500° зх. д. (41.364841, -89.294885).  За даними Бюро перепису населення США в 2010 році селище мало площу 0,12 км², уся площа — суходіл.

## Демографія
Згідно з переписом 2010 року, у селищі мешкали 84 особи в 26 домогосподарствах у складі 24 родин. Густота населення становила 684 особи/км².  Було 28 помешкань (228/км²).
Расовий склад населення:
| - 92,9 % — білих - 3,6 % — чорних або афроамериканців - 3,6 % — осіб інших рас |

До двох чи більше рас належало 0,0 %. Частка іспаномовних становила 1,2 % від усіх жителів.
За віковим діапазоном населення розподілялося таким чином: 26,2 % — особи молодші 18 років, 65,5 % — особи у віці 18—64 років, 8,3 % — особи у віці 65 років та старші. Медіана віку мешканця становила 37,7 року. На 100 осіб жіночої статі у селищі припадало 127,0 чоловіків;  на 100 жінок у віці від 18 років та старших — 87,9 чоловіків також старших 18 років.
Середній дохід на одне домашнє господарство  становив 66 035 доларів США (медіана — 70 500), а середній дохід на одну сім'ю — 67 368 доларів (медіана — 70 833). Медіана доходів становила 37 321 долар для чоловіків та 35 000 доларів для жінок. За межею бідності перебувало 10,3 % осіб, у тому числі 14,3 % дітей у віці до 18 років та 0,0 % осіб у віці 65 років та старших.
Цивільне працевлаштоване населення становило 37 осіб. Основні галузі зайнятості: виробництво — 40,5 %, роздрібна торгівля — 24,3 %, будівництво — 8,1 %, оптова торгівля — 5,4 %.